# Stephania capitata
Stephania capitata är en tvåhjärtbladig växtart som först beskrevs av Carl Ludwig von Blume, och fick sitt nu gällande namn av Spreng.. Stephania capitata ingår i släktet Stephania och familjen Menispermaceae. Inga underarter finns listade i Catalogue of Life.